# Monastero di Santa Maria del Soccorso (Altamura)
Il monastero di Santa Maria del Soccorso era un monastero della città di Altamura. La sua struttura è stata utilizzata nel Novecento come scuola materna, mentre recentemente viene data in concessione dal GAL Terre di Murgia con lo scopo di valorizzarla e fare in modo che si possa usufruire degli ampi spazi dell'ex-monastero (specie un ampio cortile interno).

## Storia

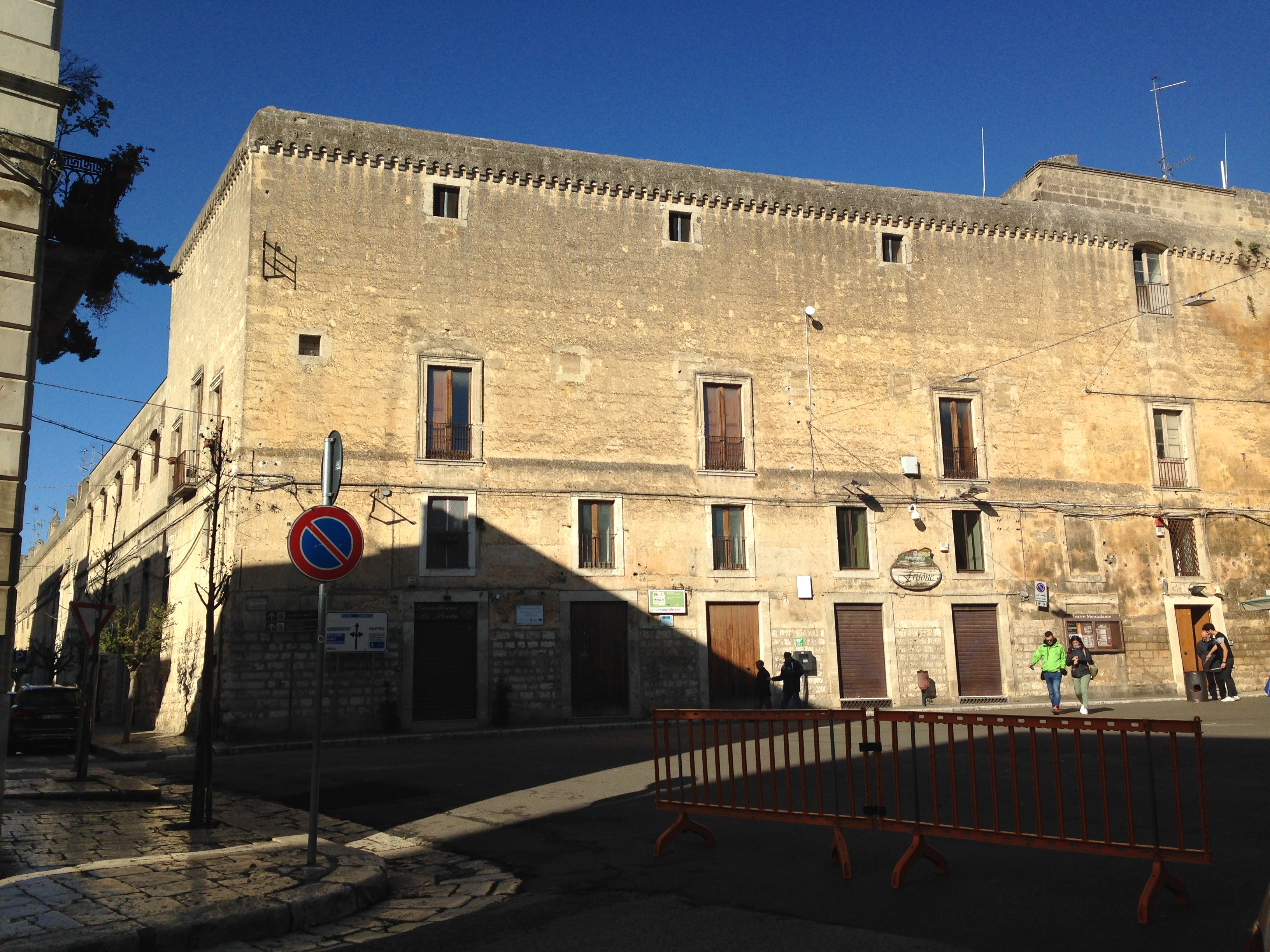
Vista di ciò che resta del bastione del muro di cinta di Altamura, al cui interno vi è il monastero

Il monastero nacque il 9 giugno 1596 con l'autorizzazione di Papa Clemente VIII al progetto di far nascere nella città di Altamura un monastero di clarisse col patrocinio di notabili come Giangeronimo De Mari e i principi Farnese, che all'epoca erano signori di Altamura.
Era ed è tuttora chiamato "monastero delle monache grandi" o più spesso semplicemente "le monache grandi" (in dialetto altamurano: i monhch rann), e si differenziava dall'analogo Monastero di Santa Chiara per il ceto delle monache che vi ospitavano; a differenza di quest'ultimo, il monastero del Soccorso ospitava le monache provenienti dalle famiglie nobili di Altamura. Nel XX secolo fu convertito in scuola materna e gestito dalle stesse suore, mentre recentemente è divenuto sede di attività culturali di vario tipo.